# Arnoldus Petrus van de Lokkant
Arnoldus Petrus van de Lokkant (Haps, 7 februari 1903 – 4 januari 1973) was een Nederlands burgemeester.
Hij werd geboren als zoon van Peter Antonius van de Lokkant (*1857) en Petronella Maria Laarakkers (1860-1933). A.P. van de Lokkant werd in 1928 ambtenaar ter secretarie in Overasselt en was vanaf 1931 de gemeente-ontvanger van Drunen. Begin 1940 volgde hij M.J. Veltman op als gemeentesecretaris van Drunen. In april 1947 werd Van de Lokkant benoemd tot waarnemend burgemeester van Leende waarop hij vijf maanden later alsnog benoemd werd tot burgemeester van Leende. In maart 1968 ging hij daar met pensioen en begin 1973 overleed hij 69-jarige leeftijd. 